# Gerpinnes
Gerpinnes är en kommun i Belgien.   Den ligger i provinsen Hainaut och regionen Vallonien, i den centrala delen av landet, 60 km söder om huvudstaden Bryssel. Antalet invånare är 12 234.
Omgivningarna runt Gerpinnes är en mosaik av jordbruksmark och naturlig växtlighet. Runt Gerpinnes är det ganska tätbefolkat, med 75 invånare per kvadratkilometer.